# كرم الله مالك حسيني
سيد آية الله كرم الله مالك حسيني (بالفارسية: سید کرامت‌الله ملک‌حسینی) مواليد (1924 - 2 نوفمبر 2012) كان آية الله إيراني وعضوا في الفترات الثانية والثالثة والرابعة مجلس خبراء القيادة

## السيرة الذاتية
ولد كرامات الله مالك حسيني في قرية تسمى غوشه شاهزاده قاسم في (محافظة) كهغيلويه وبوير أحمد من عائلة دينية في عام 1924.كان والده سيد صدر الدين مالك حسيني رجل دين بارز في بوير أحمد. درس الإسلام في كل من شيراز وقم. خلال الثورة الإيرانية، كان منتقدا لنظام بهلوي واعتقلته سافاك. بعد الثورة، خدم في مجلس الخبراء، بالإضافة إلى تمثيل المرشد الأعلى للثورة الإسلامية في كوهجيلويه ومقاطعة بوير أحمد.بعد وفاته، أخذ ابنه شرف الدين مكانه للفترة المتبقية من الولاية الرابعة ثم تم انتخابه مرة أخرى للفترة الخامسة.

## التعليم الديني
منذ سن مبكرة كان يتعلم الإسلام والعربية من والده عندما كان في الخامسة عشرة من عمره، هاجر إلى شيراز لمواصلة تعليمه في المدرسة الثانوية بعد ذلك، في عام 1941 بدأ رسميا دراساته الإسلامية. هناك، تعلم تحت قيادة عبد الكريم الحائري اليزدي و ميرزا أحمد دربي. بعد ذلك، هاجر أخيرا إلى قم لمواصلة دراساته الإسلامية في مدرسة قم. هناك، درس من قبل أمثال حسين البروجردي، وروح الله الخميني، ومحمد حسين الطباطبائي، وسيد محمد الحجة الكوهكمري، وسيد محمد تقي خونساري هناك أتقن معرفته في الفقه الإسلامي، وتفسير القرآن،. كان في قم حيث وصل إلى مستوى الاجتهاد. بعد وفاة حسين البروجردي في عام 1961، هاجر مرة أخرى إلى شيراز لبدء التدريس في مدرسة خان اللاهوتية